# Mục tiêu phát triển vững mạnh 16
Mục tiêu phát triển bền vững 16 (Goal 16, SDG 16) - hòa bình, công lý và các thể chế vững mạnh - là một trong số 17 Mục tiêu phát triển bền vững do Liên hợp quốc thiết lập vào năm 2015. Nó được lập ra nhằm "thúc đẩy các xã hội hòa bình và hòa nhập để phát triển bền vững, cung cấp quyền tiếp cận công lý cho tất cả mọi người và xây dựng các thể chế hiệu quả, có trách nhiệm và bao trùm ở tất cả các cấp". Mục tiêu phát triển bền vững 16 có 12 mục tiêu nhỏ phải đạt được vào năm 2030. Tiến độ đạt được các mục tiêu sẽ được đo lường bằng 23 chỉ tiêu. 

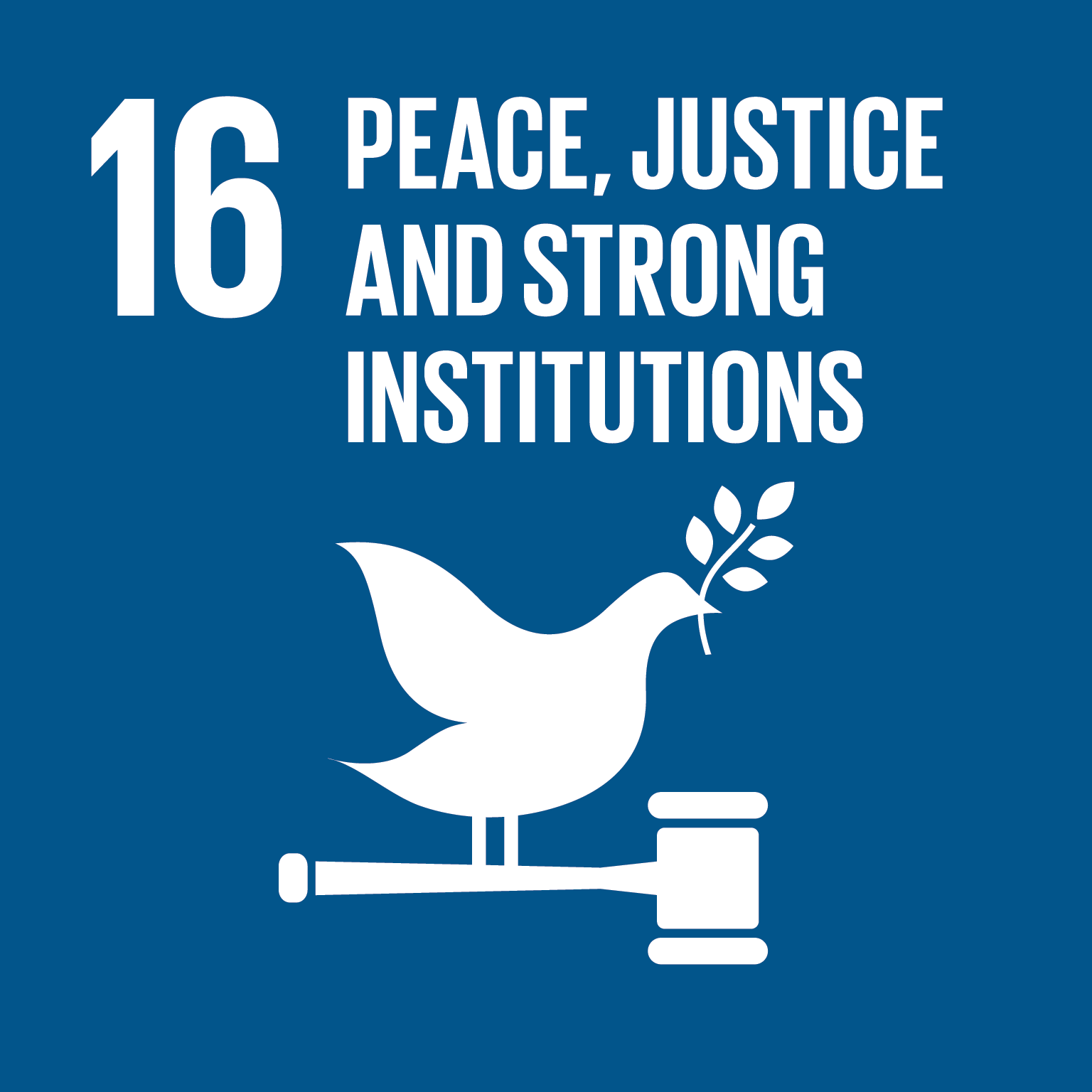
SDG 16: Hòa bình, công lý và các thể chế vững mạnh

## Mục tiêu và chỉ tiêu
SDG 16 có 12 mục tiêu và 24 chỉ tiêu. Hai trong số các mục tiêu nêu rõ sẽ kết thúc vào năm 2030, các mục tiêu còn lại không nêu rõ năm kết thúc. Ba mục tiêu đầu tiên bao gồm:
- 16.1 Giảm thiểu đáng kể tất cả các hình thức bạo lực và tỷ lệ tử vong liên quan đến bạo lực ở mọi nơi.
- 16.2 Chấm dứt lạm dụng, bóc lột, buôn bán cũng như tất cả các hình thức bạo lực và tra tấn đối với trẻ em.
- 16.3 Thúc đẩy pháp quyền ở cấp quốc gia và quốc tế, đảm bảo quyền tiếp cận công lý một cách bình đẳng cho tất cả mọi người.